# 簗場滑雪場前站
簗場滑雪場前站（日语：／ Yanaba Skiing Ground eki */?）是位於長野縣大町市平簗場，東日本旅客鐵道（JR東日本）的大糸線車站（臨時車站）。車站編號是17。現時已經廢止。
車站位於簗場滑雪場前，只會在滑雪季節設有班次停站。在2013年（平成25年）度，雖然滑雪場在這個年度暫停營業，此站仍然實施臨時停站。在2016年（平成28年）度，滑雪場在這個年度再次暫停營業，此年度起再沒有列車停站。在翌年起滑雪場再沒有營業，而此站一起在暫停服務的狀態。在2019年3月16日時間表修正中，正常把此站廢止。

## 歷史
車站的建設費由滑雪場公司經過同盟會負責支付興建，後來轉讓給國鐵並開始啟用。
- 1985年（昭和60年）12月24日：國鐵車站啟用[1]。為旅客車站。
- 1987年（昭和62年）4月1日：伴隨國鐵分割民營化，車站由東日本旅客鐵道（JR東日本）營運[4][5]。
- 2014年（平成26年）
  - 11月22日：發生長野縣神城斷層地震，信濃大町站至糸魚川站之間暫停運行[新聞 1]。
  - 11月25日：信濃大町站至白馬站之間重開[新聞 2]。
- 2016年（平成28年）度：滑雪場暫停營業，當年度起再沒有列車停靠此站。
- 2019年（平成31年）3月16日：實際時間表修正，此站廢止[2]。

## 車站構造
車站是地面車站，設有1面1線的單式月台，不可進行列車交會。
截至車站廢止時，此站由信濃大町站管理。
在車站還設有列車停靠的時候。當時在大約每年12月至翌年3月之間營業。車站設有售票處，委托售賣車票（常備票）。當車站乘客較少的時期，車站不會開放售票處。

## 使用狀況
根據「長野縣統計書」，以下為1日平均乘車人次資料：
- 2007年（平成19年）度 - 4人[1]
- 2009年（平成21年）度 - 3人[1]
- 2010年（平成22年）度 - 3人[7]
- 2011年（平成23年）度 - 3人[3]

## 車站周邊
- 青木湖（日语：青木湖）[1]
- 國道148號（日语：国道148号）
- 簗場滑雪場（日语：ヤナバスキー場）[1]

## 相鄰車站
東日本旅客鐵道（JR東日本）
■大糸線
簗場（18）－簗場滑雪場前（17）－南神城（16）

## 注腳

### 報道發表資料
1. 1 2   (PDF) (新闻稿). 東日本旅客鉄道長野支社. 2016-12-07  [2016-12-08]. （原始内容 (PDF)存档于2016-12-08） （日语）.

### 新聞
1. ↑  “41人けが、全壊34棟 長野北部地震、余震70回に”. 中日新聞 (中日新聞社). (2014年11月24日)
2. ↑  “長靴姿で登校、大糸線が一部再開 県神城断層地震”. 中日新聞 (中日新聞社). (2014年11月26日)

## 外部連結
- JR東日本 簗場滑雪場前站，存于